# Communauté d'agglomération Valenciennes Métropole
La communauté d'agglomération de Valenciennes Métropole est une communauté d'agglomération française, située dans le département du Nord et la région Hauts-de-France. 
Elle siège à l'hôpital du Hainaut à Valenciennes.
Cette structure intercommunale ne constitue pas une métropole au sens de la réforme des collectivités territoriales françaises et de l'acte III de la décentralisation.

## Histoire
La communauté d'agglomération de Valenciennes Métropole est créée par un arrêté préfectoral du 22 décembre 2000 qui a pris effet le 31 décembre 2000 par la fusion de la communauté de communes de la vallée de l'Escaut, de la communauté de communes du Pays de Condé et du syndicat intercommunal à vocation Multiple (SIVOM) de Trith-Saint-Léger et environs,. 
Le 1er janvier 2005, la commune d'Escautpont quitte l'intercommunalité pour rejoindre la Communauté d'agglomération de la Porte du Hainaut.

## Territoire communautaire

### Géographie
L’arrondissement de Valenciennes couvre 63 480 hectares. Il est peuplé de 349 038 habitants (données 2009) soit une densité de 549,8 hab./km2 ce qui en fait le territoire le plus peuplé de la région Nord-Pas-de-Calais.

### Composition
La communauté d'agglomération est composée des 35 communes suivantes :

| Nom                     | Code Insee | Gentilé               | Superficie (km2) | Population (dernière pop. légale) | Densité (hab./km2) |
| ----------------------- | ---------- | --------------------- | ---------------- | --------------------------------- | ------------------ |
| Valenciennes (siège)    | 59606      | Valenciennois         | 13,82            | 42 979 (2022)                     | 3 110              |
| Anzin                   | 59014      | Anzinois              | 3,64             | 13 417 (2022)                     | 3 686              |
| Artres                  | 59019      | Artresiens            | 6,55             | 1 073 (2022)                      | 164                |
| Aubry-du-Hainaut        | 59027      | Aubrysiens            | 4,32             | 1 715 (2022)                      | 397                |
| Aulnoy-lez-Valenciennes | 59032      | Aulnésiens            | 6,12             | 7 125 (2022)                      | 1 164              |
| Beuvrages               | 59079      | Beuvrageois           | 3                | 6 791 (2022)                      | 2 264              |
| Bruay-sur-l'Escaut      | 59112      | Bruaisiens            | 6,7              | 11 584 (2022)                     | 1 729              |
| Condé-sur-l'Escaut      | 59153      | Condéens              | 18,4             | 9 297 (2022)                      | 505                |
| Crespin                 | 59160      | Crespinois            | 9,94             | 4 541 (2022)                      | 457                |
| Curgies                 | 59166      | Curgissiens           | 6,08             | 1 351 (2022)                      | 222                |
| Estreux                 | 59215      | Estreusiens           | 5,3              | 945 (2022)                        | 178                |
| Famars                  | 59221      | Sarrasins             | 4,73             | 2 459 (2022)                      | 520                |
| Fresnes-sur-Escaut      | 59253      | Fresnois              | 11,77            | 7 473 (2022)                      | 635                |
| Hergnies                | 59301      | Hergnisiens           | 10,75            | 4 471 (2022)                      | 416                |
| Maing                   | 59369      | Maingeois             | 11,68            | 3 970 (2022)                      | 340                |
| Marly                   | 59383      | Marlitrons/Marlisiens | 8,04             | 11 980 (2022)                     | 1 490              |
| Monchaux-sur-Écaillon   | 59407      | Moncalciens           | 4,55             | 583 (2022)                        | 128                |
| Odomez                  | 59444      | Odomeziens            | 4,87             | 936 (2022)                        | 192                |
| Onnaing                 | 59447      | Onnaingeois           | 12,97            | 8 567 (2022)                      | 661                |
| Petite-Forêt            | 59459      | Francs-Forésiens      | 4,55             | 5 058 (2022)                      | 1 112              |
| Préseau                 | 59471      | Presellois            | 6,34             | 2 083 (2022)                      | 329                |
| Prouvy                  | 59475      | Prouvysiens           | 4,41             | 2 202 (2022)                      | 499                |
| Quarouble               | 59479      | Quaroubains           | 12,27            | 3 141 (2022)                      | 256                |
| Quérénaing              | 59480      | Querénaingeois        | 4,32             | 863 (2022)                        | 200                |
| Quiévrechain            | 59484      | Quiévrechinois        | 4,71             | 6 078 (2022)                      | 1 290              |
| Rombies-et-Marchipont   | 59505      | Rombinois             | 4,81             | 745 (2022)                        | 155                |
| Rouvignies              | 59515      | Rouvigniésiens        | 3,25             | 658 (2022)                        | 202                |
| Saint-Aybert            | 59530      | Aybertois             | 4,19             | 331 (2022)                        | 79                 |
| Saint-Saulve            | 59544      | Saint-Saulviens       | 12,06            | 11 121 (2022)                     | 922                |
| Saultain                | 59557      | Saultinois            | 6,45             | 2 526 (2022)                      | 392                |
| Sebourg                 | 59559      | Sebourgeois           | 14,23            | 1 972 (2022)                      | 139                |
| Thivencelle             | 59591      | Thivencellois         | 4,03             | 820 (2022)                        | 203                |
| Verchain-Maugré         | 59610      | Verchinois            | 9,62             | 1 103 (2022)                      | 115                |
| Vicq                    | 59613      | Vicquelots            | 3,92             | 1 472 (2022)                      | 376                |
| Vieux-Condé             | 59616      | Vieux-Condéens        | 11,06            | 10 455 (2022)                     | 945                |

### Démographie
| 1968    | 1975    | 1982    | 1990    | 1999    | 2009    | 2014    | 2020    |
| ------- | ------- | ------- | ------- | ------- | ------- | ------- | ------- |
| 195 613 | 199 420 | 197 998 | 191 854 | 191 819 | 191 450 | 191 544 | 191 916 |

## Administration

### Siège
Le siège de la communauté est à l'hôpital du Hainaut à Valenciennes (2 Place de l'Hôpital Général, 59300 Valenciennes). 

### Élus
Valenciennes Métropole est administrée par un conseil communautaire constitué de 90 conseillers municipaux répartis sensiblement en fonction de la population de leur commune, soit :

- 17 délégués pour Valenciennes ; 

- 6 délégués pour Anzin ; 

- 5 délégués pour Bruay-sur-Escaut, Marly et Saint-Saulve ; 

- 4 délégués pour Vieux-Condé, Condé-sur-Escaut et Onnaing ;

- 3 délégués pour Fresnes-sur-Escaut, Aulnoy-lez-Valenciennes, Beuvrages et Quievrechain ;

- 2 délégués pour Petite-Forêt, Crespin, Hergnies, Maing et Quarouble ; 

- 1 délégué pour les autres communes, toutes de moins de 3 500 habitants.
Au terme des élections municipales de 2020 dans le Nord, le nouveau conseil communautaire a réélu le 10 juillet 2020 son président, Laurent Degallaix, maire de Valenciennes, ainsi que ses 15 vice-présidents, qui sont, :
1. Pierre-Michel Bernard, maire d'Anzin, chargé des sports ;
2. Laurent Depagne, maire d'Aulnoy-lez-Valenciennes, chargé de la cohésion sociale, dispositifs de santé, prévention de la délinquance et aide aux victimes ;
3. Régis Dufour-Lefort, conseiller municipal délégué de Valenciennes, chargé du plan climat territorial et  de la transition écologique ;
4. Jean-Noël Verfaillie, maire de Marly, chargé du développement économique et des grands projets ;
5. Armand Audegond, premier maire-adjoint de Valenciennes,, chargé des ressources humaines ;
6. David Bustin, maire de Vieux-Condé, chargé de l'écologie urbaine ;
7. Yves Dusart, maire de Saint-Saulve, chargé de la culture
8. Maurice Hennebert, maire d'Estreux, chargé de l'agriculture et du développement rural ;
9. Grégory Lelong, maire de Condé-sur-l’Escaut, chargé de l'aménagement du territoire et des infrastructures ;
10. Isabelle Choain, maire de Prouvy, chargée de l'égalité femmes hommes et de la réussite éducative ;
11. Jean-Marcel Grandame, conseiller municipal délégué de Valenciennes, chargé de l'habitat, du renouvellement urbain, de l'urbanisme et de l'urbanisme commercial ;
12. Véronique Dupire, maire de Famars, chargé de l'eau et assainissement  ainsi que du cycle de l’eau ;
13. Joël Soigneux, maire de Saultain, chargé de l'administration générale et du pacte de gouvernance ;
14. Sylvia Duhamel, maire de Bruay-sur-l’Escaut, chargée des gens du voyage, de la gestion des aires d’accueil et  de l'habitat adapté
15. Valérie Fornies, maire de Fresnes-sur-Escaut, chargée de l'insertion.

Le bureau communautaire pour la mandature 2020-2026 est constitué par le président, les vice-présidents et 7 autres membres.

### Liste des présidents
| Période      | Période                       | Identité          | Étiquette | Qualité |
| ------------ | ----------------------------- | ----------------- | --------- | --- |
| mars 2001    | mars 2008                     | Jean-Louis Borloo | UMP       | Député du Nord (21e circ.) (1993 → 2002 et 2007) Ministre (2002 → 2010) |
| avril 2008   | janvier 2016                  | Valérie Létard    | UDI       | Sénatrice du Nord (2001 → 2007 et 2010 → ) Conseillère municipale de Valenciennes Conseillère régionale des Hauts-de-France (2015 → ) Vice-Présidente de l'UDI[Quand ?] Démissionnaire à la suite d sa nomination de 1re vice-présidente du conseil régional. |
| janvier 2016 | En cours (au 10 juillet 2020) | Laurent Degallaix | UDI       | Maire de Valenciennes (2012 → ) Député du Nord (21e circ.) (2014 → 2017) Président du Pôle métropolitain du Hainaut-Cambrésis Réélu pour le mandat 2020-2026,                                                                                                 |

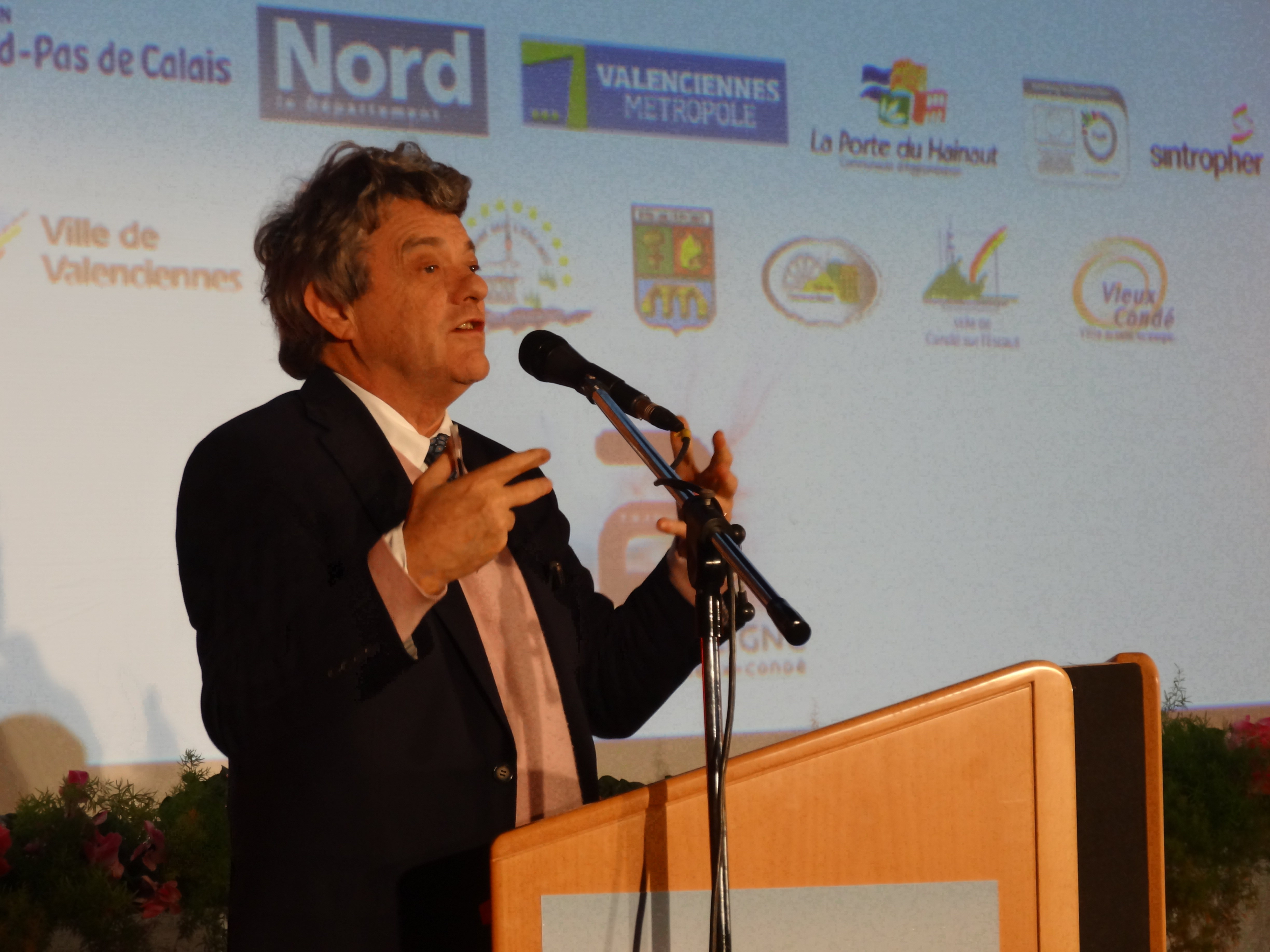
Jean-Louis Borloo[note 1].
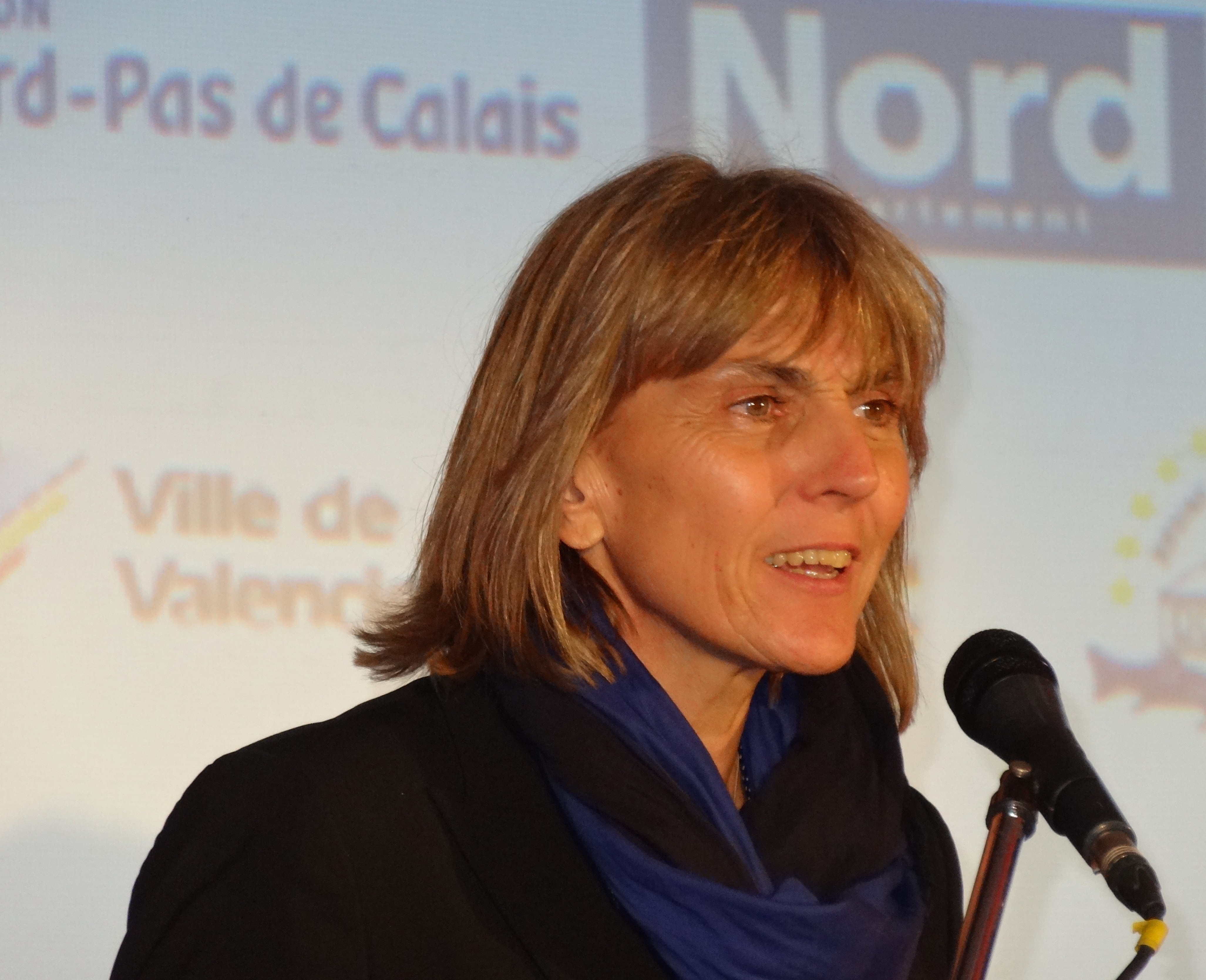
Valérie Létard[note 1].

### Compétences
L'agglomération exerce des compétences qui lui ont été transférées par les communes membres, dans les conditions fixées par le code général des collectivités territoriales.
Aux termes de ses statuts adoptés en 2020, ces compétences sont les suivantes : 
- Développement économique : actions de développement économique, zones d'activités, politique locale du commerce et promotion du tourisme ;
- Aménagement de l'espace communautaire : schéma de cohérence territoriale (SCoT) et documents d'urbanisme (plan local d'urbanisme [PLU], carte communale), opérations d'aménagement d'intérêt communautaire, organisation de la mobilité ;
- ’Équilibre social de l'habitat : programme local de l'habitat (PLH), politique du logement d'intérêt communautaire, logement social d'intérêt communautaire, réserves foncière, logement des personnes défavorisée, amélioration du parc immobilier bâti d'intérêt communautaire ;
- Politique de la ville :  diagnostic du territoire et définition des orientations du contrat de ville,  dispositifs contractuels, programmes d'actions définis dans le contrat de ville ;
- Gestion des milieux aquatiques et prévention des inondations (GEMAPI), ruissellement et érosion des sols : lutte contre les inondations,  participation à l’élaboration et suivi du SAGE ;
- Aires  d'accueil  et  des  terrains familiaux locatif ;
- Collecte et traitement des déchets des ménages et déchets assimilés ;
- Eau, assainissement des eaux usées et gestions des eaux urbaines pluviales ;
- Voirie et stationnement ;
- Protection et mise en valeur de l'environnement et du cadre de vie : Lutte contre la pollution de l'air, les nuisances sonores et soutien aux actions de maîtrise de la demande d'énergie ;
- Équipements culturels et sportifs d'intérêt communautaire ;
- Activités culturelles et sportives à rayonnement communautaire ;
- Service public communautaire du crématorium de Beuvrages ;
- Contribution au Service d’incendie et de secours ;
- Traitement et réhabilitation de tous sites dégradés d’intérêt communautaire ;
- Soutien  à  la  recherche  et  à  l’innovation  en  matière  d’enseignement  supérieur  et  étude  et  mise  en  œuvre  d’un programme commun pour la promotion de l’enseignement supérieur ;
- Exercice  du  droit  de  préemption  urbain et à l’intérieur d’un périmètre établi en accord avec la ville concernée ;
- Infrastructures et de réseaux de télécommunications et infrastructures  de  charges  nécessaires  à  l’usage  des  véhicules  électriques  ou hybrides rechargeable ;

### Régime fiscal et budget
La communauté d’agglomération de Valenciennes, comme toutes les communautés d'agglomération, est financée par la fiscalité professionnelle unique (FPU), qui succède à la taxe professionnelle unique (TPU), assurant ainsi une péréquation fiscale entre les communes regroupant de nombreuses entreprises et les communes résidentielles.
Afin de financer le fonctionnement de ce service public, elle collecte également la taxe d'enlèvement des ordures ménagères (TEOM).
Elle reverse une dotation de solidarité communautaire (DSC) à ses communes membres.

## Projets et réalisations
Conformément aux dispositions légales, une communauté d'agglomération a pour objet d'associer « au sein d'un espace de solidarité, en vue d'élaborer et conduire ensemble un projet commun de développement urbain et d'aménagement de leur territoire ».
Grands Équipements Communautaires : Stade du Hainaut, Patinoire Valigloo, Terminal Dock Seine Nord Europe Escaut, Cité des Congrès Valenciennes, IRT Railenium, Aéroport Valenciennes-Denain Charles Nungesser, Aménagement des Rives de l'Escaut, Dojo de Vieux Condé, Centre National des Arts de la Rue Le Boulon, Complexe Hôtelier et Immobilier Hôpital du Hainaut de Valenciennes[réf. nécessaire]...